# Associazione Sportiva Bari 1945-1946
Questa voce raccoglie le informazioni riguardanti l'Associazione Sportiva Bari nelle competizioni ufficiali della stagione 1945-1946.

## Stagione
Dopo aver vinto il Torneo misto pugliese, il Bari fu ammesso a partecipare al girone centro-sud, cosiddetto misto perché composto da formazioni di serie A e B (come il Bari stesso). Le prime due classificate avrebbero disputato il futuro campionato unificato di serie A e le prime quattro un girone finale con le prime classificate del campionato del Nord Italia, al fine di determinare il campione d'Italia della stagione 1945-46. La ragione dello sdoppiamento in due campionati stette soprattutto nella grossa scarsità di collegamenti e nelle difficoltà economiche in cui il paese si trovava alla fine della Seconda guerra mondiale (strade e ferrovie erano in gran parte impraticabili perché non ancora riparate e la forte svalutazione della lira rese ancor più difficili i costi di gestione di una squadra di calcio).
A De Palma seguì come presidente il suo vice, Tommaso Annoscia. Borrelli e Costantino operarono quindi diverse modifiche alla rosa vincitrice del n. misto: venne ceduta circa meta squadra e ci fu il ritorno di Capocasale (che aveva manifestato alla dirigenza juventina la ferma volontà di far ritorno nel capoluogo pugliese) e Di Benedetti; furono confermati in prima squadra Santarosa, Calvani, Pellecchia e Menga (questi ultimi tre erano giovani baresi). Costantino vestì i panni dell'allenatore.
La prima trasferta a Palermo fu effettuata a bordo di un furgone noleggiato dalle poste (la linea ferroviaria per una tratta così lunga è impraticabile), con gomme rattoppate quasi sufficientemente; si rivelò molto difficoltosa (proprio due gomme si bucarono a Cosenza). Arrivati comunque in tempo per la gara, i galletti la vinsero per 2-0, con un rigore parato da Costagliola al terzino Tozi. Il 4 novembre, contro la Fiorentina, Sabrino Cavone segnò il suo primo goal, nel giorno del suo ventiduesimo compleanno. Altro sofferto viaggio in occasione della trasferta di Salerno, dove sull'allora famosa salita di Ariano Irpino, a causa di una bufera di neve, il furgone, privo di catene rimase fermo sulla strada per otto ore. Durante il girone d'andata il Bari perse solo due gare e pareggiò una (le altre sono state tutte vittorie).
Nell'incontro Napoli-Bari, al 47º minuto (un minuto dopo che Fusco ha accorciato le distanze per i pugliesi) Torre pareggiò con un cross a effetto; inizialmente il direttore di gara convalidò il pareggio ma i giocatori partenopei protestarono. Durante la discussione circa cinquecento spettatori scesero in prossimità del campo, perché dubbiosi della stabilità degli spalti e secondo G. Antonucci è soprattutto per paura della vicinanza degli spettatori che l'arbitro Curradi annullò la rete ai galletti, che alla fine non riuscirono più a pareggiare. La dirigenza del Bari s'appellò prima al regolamento per le invasioni di campo e poi al CAF, ma i ricorsi non ebbero esito positivo (l'omologazione del 2-1 per gli azzurri è oggetto di critica da parte dei giornali). Dopo la vittoria in trasferta sul Siena il Bari fu matematicamente promosso al futuro campionato di Serie A. Alla fine l'andamento nel girone di ritorno fu quasi lo stesso dell'andata (i biancorossi hanno perso però tre gare) e si fu chiuso con il primo posto, condiviso con il Napoli a quota 28 punti.
L'andamento del girone finale non fu positivo; dopo soli due punti raccolti nelle prime sei giornate (con due vistose sconfitte a Torino, su sponda prima bianconera e poi granata) Costantino venene sostituito dall'ungherese János Nehadoma. Nel secondo tempo della gara interna contro il Milan, l'arbitro Dattilo venne fortemente contestato per non aver rilevato due presunti falli in area barese (in favore dei locali) e aver convalidato due reti rossonere per fuorigioco (che i baresi considerarono netto in entrambe le circostanze); a ciò s'aggiunsero due rigori non assegnati ai galletti ma giudicati netti dai locali (a quanto ci dice G. Antonucci). I tifosi di casa, indignati tentarono d'invadere di campo e Dattilo fuggì anzitempo negli spogliatoi; la Celere intervenne per controllare la situazione. Come conseguenza per i disordini il Bari perse 0-2 a tavolino e giocò l'incontro successivo in campo neutro anziché in casa. Il girone finale venne terminato con gli otto goal subìti a San Siro dal portiere Santarosa e l'ultimo posto con cinque punti (determinati dall'unica vittoria, ottenuta contro la Roma, e tre pareggi).

## Divise
Le divise per la stagione '45-'46 sono le seguenti:
| Prima divisa | Seconda divisa |

## Organigramma societario
Area direttiva
- Presidente: Tommaso Annoscia

Area tecnica
- Direttore generale: Donato Accettura
- Direttore sportivo: Mario Borrelli
- Allenatore: Raffaele Costantino dal gennaio del 1945 a inizio maggio 1946, János Nehadoma da inizio maggio 1946

## Rosa[1]
| N. |                   | Ruolo | Calciatore           |
| -- | ----------------- | ----- | -------------------- |
|    | Italia (bandiera) | P     | Leonardo Costagliola |
|    | Italia (bandiera) | P     | Guardavaccaro        |
|    | Italia (bandiera) | P     | Duilio Santarosa     |
|    | Italia (bandiera) | D     | Ferrante II          |
|    | Italia (bandiera) | D     | Onofrio Fusco        |
|    | Italia (bandiera) | D     | Luigi Lenzi          |
|    | Italia (bandiera) | D     | Arcangelo Zerbini    |
|    | Italia (bandiera) | C     | Bruno Baruzzi        |
|    | Italia (bandiera) | C     | Giovanni Calvani     |
|    | Italia (bandiera) | C     | Francesco Capocasale |
|    | Italia (bandiera) | C     | Alessandro Carlini   |

| N. |                   | Ruolo | Calciatore         |
| -- | ----------------- | ----- | ------------------ |
|    | Italia (bandiera) | C     | Catacchio          |
|    | Italia (bandiera) | C     | Ivo Isetto         |
|    | Italia (bandiera) | C     | Saverio Pellecchia |
|    | Italia (bandiera) | A     | Sabino Cavone      |
|    | Italia (bandiera) | A     | Dante Di Benedetti |
|    | Italia (bandiera) | A     | Camillo Fabbri     |
|    | Italia (bandiera) | A     | Tommaso Maestrelli |
|    | Italia (bandiera) | A     | Nicola Menga       |
|    | Italia (bandiera) | A     | Adriano Minelli    |
|    | Italia (bandiera) | A     | Vincenzo Orlando   |
|    | Italia (bandiera) | A     | Pasquale Torre     |

## Calciomercato

### Sessione estiva
| Acquisti | Acquisti             | Acquisti    | Acquisti                                                    |
| R.       | Nome                 | da          | Modalità                                                    |
| -------- | -------------------- | ----------- | ----------------------------------------------------------- |
| C        | Francesco Capocasale | Juventus    | definitivo (250000 £)                                       |
| D        | Luigi Lenzi          | Montevarchi | definitivo                                                  |
| D        | Arcangelo Zerbini    | Bologna     | definitivo (700000 £ circa, compreso l'acquisto di Minelli) |
| A        | Adriano Minelli      | Bologna     | definitivo (700000 £ circa, compreso l'acquisto di Zerbini) |
| A        | Dante Di Benedetti   | Avia        | definitivo                                                  |

| Cessioni | Cessioni        | Cessioni | Cessioni   |
| R.       | Nome            | da       | Modalità   |
| -------- | --------------- | -------- | ---------- |
| A        | Américo Menutti | Lecce    | definitivo |
| C        | Piero Colli     | Vigevano | definitivo |
| C        | Sergio Trevisan | Mantova  | definitivo |

### Sessione autunnale (novembre)
| Acquisti | Acquisti       | Acquisti | Acquisti   |
| R.       | Nome           | da       | Modalità   |
| -------- | -------------- | -------- | ---------- |
| A        | Pasquale Torre | -        | definitivo |

| nessuna cessione |

## Risultati

### Divisione Nazionale

#### Girone di andata
| Palermo 21 ottobre 1945 1ª giornata                     | Palermo   | 0 – 2 referto         | Bari | Stadio della Favorita |
| \| \| \| \| \| \| Marcatori \| 20’, 77’ Di Benedetti \| |           |                       |      |                       |
|                                                         |           |                       |      |                       |
|                                                         | Marcatori | 20’, 77’ Di Benedetti |      |                       |

| Bari 28 ottobre 1945 2ª giornata                                     | Bari      | 2 – 1 referto | Napoli | Stadio della Vittoria |
| \| \| \| \| \| Di Benedetti 44’, 87’ \| Marcatori \| 71’ Gallanti \| |           |               |        |                       |
|                                                                      |           |               |        |                       |
| Di Benedetti 44’, 87’                                                | Marcatori | 71’ Gallanti  |        |                       |

| Bari 4 novembre 1945 3ª giornata             | Bari      | 1 – 0 referto | Fiorentina | Stadio della Vittoria |
| \| \| \| \| \| Cavone 10’ \| Marcatori \| \| |           |               |            |                       |
|                                              |           |               |            |                       |
| Cavone 10’                                   | Marcatori |               |            |                       |

| Roma 13 gennaio 1946 4ª giornata                 | Lazio     | 1 – 0 referto | Bari | Stadio Nazionale |
| \| \| \| \| \| Puccinelli 90’ \| Marcatori \| \| |           |               |      |                  |
|                                                  |           |               |      |                  |
| Puccinelli 90’                                   | Marcatori |               |      |                  |

| Bari 2 dicembre 1945 5ª giornata             | Bari      | 1 – 0 referto | Roma | Stadio della Vittoria |
| \| \| \| \| \| Cavone 60’ \| Marcatori \| \| |           |               |      |                       |
|                                              |           |               |      |                       |
| Cavone 60’                                   | Marcatori |               |      |                       |

| Livorno 9 dicembre 1945 6ª giornata                                                        | Pro Livorno | 4 – 1 referto    | Bari | Stadio Comunale |
| \| \| \| \| \| Stua 11’ Degano 26’ Roffi 44’ Piana 64’ \| Marcatori \| 70’ Di Benedetti \| |             |                  |      |                 |
|                                                                                            |             |                  |      |                 |
| Stua 11’ Degano 26’ Roffi 44’ Piana 64’                                                    | Marcatori   | 70’ Di Benedetti |      |                 |

| Siena 16 dicembre 1945 7ª giornata                           | Siena     | 1 – 1 referto | Bari | Stadio Comunale |
| \| \| \| \| \| Bergamasco 16’ \| Marcatori \| 18’ Minelli \| |           |               |      |                 |
|                                                              |           |               |      |                 |
| Bergamasco 16’                                               | Marcatori | 18’ Minelli   |      |                 |

| Bari 23 dicembre 1945 8ª giornata                | Bari      | 1 – 0 referto | Pescara | Stadio della Vittoria |
| \| \| \| \| \| Maestrelli 35’ \| Marcatori \| \| |           |               |         |                       |
|                                                  |           |               |         |                       |
| Maestrelli 35’                                   | Marcatori |               |         |                       |

| Bari 30 dicembre 1945 9ª giornata                                                                               | Bari      | 4 – 2 referto                  | Anconitana | Stadio della Vittoria |
| \| \| \| \| \| Di Benedetti 14’, 22’ Maestrelli 42’ Torre 49’ \| Marcatori \| 10’ Battistelli 90’ Diotallevi \| |           |                                |            |                       |
| |           |                                |            |                       |
| Di Benedetti 14’, 22’ Maestrelli 42’ Torre 49’                                                                  | Marcatori | 10’ Battistelli 90’ Diotallevi |            |                       |

| Arbitro: | Dattilo (Roma) |

|                            |           |                                 |
| Margiotta 32’ Colaneri 65’ | Marcatori | 56’, 82’ Di Benedetti 84’ Lenzi |

#### Girone di ritorno
| Bari 20 gennaio 1946 11ª giornata                                                | Bari      | 3 – 1 referto | Palermo | Stadio della Vittoria |
| \| \| \| \| \| Di Benedetti 10’ Minelli 38’, 70’ \| Marcatori \| 78’ Di Bella \| |           |               |         |                       |
|                                                                                  |           |               |         |                       |
| Di Benedetti 10’ Minelli 38’, 70’                                                | Marcatori | 78’ Di Bella  |         |                       |

| Arbitro: | Curradi (Firenze) |

|                       |           |           |
| Lushta 3’ Barbieri 8’ | Marcatori | 46’ Fusco |

| Firenze 3 febbraio 1946 13ª giornata                      | Fiorentina | 2 – 0 referto | Bari | Stadio Comunale |
| \| \| \| \| \| Biagiotti 3’ Gritti 79’ \| Marcatori \| \| |            |               |      |                 |
|                                                           |            |               |      |                 |
| Biagiotti 3’ Gritti 79’                                   | Marcatori  |               |      |                 |

| Bari 10 febbraio 1946 14ª giornata            | Bari      | 1 – 0 referto | Lazio | Stadio della Vittoria |
| \| \| \| \| \| Carlini 70’ \| Marcatori \| \| |           |               |       |                       |
|                                               |           |               |       |                       |
| Carlini 70’                                   | Marcatori |               |       |                       |

| Roma 3 marzo 1946 15ª giornata                             | Roma      | 1 – 1 referto | Bari | Stadio Nazionale |
| \| \| \| \| \| Andreoli 83’ \| Marcatori \| 67’ Orlando \| |           |               |      |                  |
|                                                            |           |               |      |                  |
| Andreoli 83’                                               | Marcatori | 67’ Orlando   |      |                  |

| Arbitro: | Dattilo (Roma) |

|                  |           |  |
| Di Benedetti 87’ | Marcatori |  |

| Bari 17 marzo 1946 17ª giornata                                                    | Bari      | 4 – 0 referto | Siena | Stadio della Vittoria |
| \| \| \| \| \| Di Benedetti 11’ Maestrelli 37’, 73’ Orlando 58’ \| Marcatori \| \| |           |               |       |                       |
|                                                                                    |           |               |       |                       |
| Di Benedetti 11’ Maestrelli 37’, 73’ Orlando 58’                                   | Marcatori |               |       |                       |

| Pescara 24 marzo 1946 18ª giornata                                                    | Pescara   | 3 – 1 referto    | Bari | Stadio Rampigna |
| \| \| \| \| \| Tontodonati 4’, 79’ Costantini 49’ \| Marcatori \| 27’ Di Benedetti \| |           |                  |      |                 |
|                                                                                       |           |                  |      |                 |
| Tontodonati 4’, 79’ Costantini 49’                                                    | Marcatori | 27’ Di Benedetti |      |                 |

| Ancona 31 marzo 1946 19ª giornata                                           | Anconitana | 1 – 2 referto            | Bari | Stadio Dorico |
| \| \| \| \| \| Rossi 44’ (rig.) \| Marcatori \| 35’ Fusco 78’ Maestrelli \| |            |                          |      |               |
|                                                                             |            |                          |      |               |
| Rossi 44’ (rig.)                                                            | Marcatori  | 35’ Fusco 78’ Maestrelli |      |               |

| Bari 7 aprile 1946 20ª giornata                  | Bari      | 1 – 0 referto | Salernitana | Stadio della Vittoria |
| \| \| \| \| \| Maestrelli 29’ \| Marcatori \| \| |           |               |             |                       |
|                                                  |           |               |             |                       |
| Maestrelli 29’                                   | Marcatori |               |             |                       |

### Girone finale

#### Andata
| Torino 24 aprile 1946 1ª giornata                                                                                   | Juventus  | 6 – 1 referto | Bari | Stadio Olimpico |
| \| \| \| \| \| Locatelli 1’ Borel II 4’ Sentimenti III 10’ Piola 55’, 86’ Coscia 64’ \| Marcatori \| 69’ Minelli \| |           |               |      |                 |
| |           |               |      |                 |
| Locatelli 1’ Borel II 4’ Sentimenti III 10’ Piola 55’, 86’ Coscia 64’                                               | Marcatori | 69’ Minelli   |      |                 |

| Bari 5 maggio 1946 2ª giornata                                                       | Bari      | 2 – 2 referto           | Napoli | Stadio della Vittoria |
| \| \| \| \| \| Orlando 25’ Maestrelli 48’ \| Marcatori \| 17’ Lushta 72’ Barbieri \| |           |                         |        |                       |
|                                                                                      |           |                         |        |                       |
| Orlando 25’ Maestrelli 48’                                                           | Marcatori | 17’ Lushta 72’ Barbieri |        |                       |

| Bari 12 maggio 1946 3ª giornata                                     | Bari      | 1 – 2 referto      | Inter | Stadio della Vittoria |
| \| \| \| \| \| Capocasale 10’ \| Marcatori \| 58’ Muci 70’ Penzo \| |           |                    |       |                       |
|                                                                     |           |                    |       |                       |
| Capocasale 10’                                                      | Marcatori | 58’ Muci 70’ Penzo |       |                       |

| Torino 19 maggio 1946 4ª giornata                                     | Torino    | 3 – 0 referto | Bari | Stadio Filadelfia |
| \| \| \| \| \| Ossola 39’ Castigliano 53’ Loik 67’ \| Marcatori \| \| |           |               |      |                   |
|                                                                       |           |               |      |                   |
| Ossola 39’ Castigliano 53’ Loik 67’                                   | Marcatori |               |      |                   |

| Bari 26 maggio 1946 5ª giornata | Bari | 0 – 0 referto | Pro Livorno | Stadio della Vittoria |

| Roma 30 maggio 1946 6ª giornata                | Roma      | 1 – 0 referto | Bari | Stadio Nazionale |
| \| \| \| \| \| Jacobini 78’ \| Marcatori \| \| |           |               |      |                  |
|                                                |           |               |      |                  |
| Jacobini 78’                                   | Marcatori |               |      |                  |

| Arbitro: | Dattilo (Roma) |

|  |           |                                                                              |
|  | Marcatori | Vittoria a tavolino per incidenti e sospensione all'82º sul risultato di 1-3 |

#### Ritorno
| Roma 16 giugno 1946 8ª giornata                                      | Bari      | 0 – 2 referto                      | Juventus | Stadio Nazionale |
| \| \| \| \| \| \| Marcatori \| 37’ (rig.) Rava 45’ Sentimenti III \| |           |                                    |          |                  |
|                                                                      |           |                                    |          |                  |
|                                                                      | Marcatori | 37’ (rig.) Rava 45’ Sentimenti III |          |                  |

| Napoli 20 giugno 1946 9ª giornata (anticipata di 3 giorni)                     | Napoli    | 4 – 0 referto | Bari | Stadio Arturo Collana |
| \| \| \| \| \| Barbieri 13’, 42’ Lushta 30’ Di Costanzo 41’ \| Marcatori \| \| |           |               |      |                       |
|                                                                                |           |               |      |                       |
| Barbieri 13’, 42’ Lushta 30’ Di Costanzo 41’                                   | Marcatori |               |      |                       |

| Milano 30 giugno 1946 10ª giornata | Inter | 0 – 0 referto | Bari | Arena Civica |

| Bari 7 luglio 1946 11ª giornata                                                    | Bari      | 1 – 2 referto                   | Torino | Stadio della Vittoria |
| \| \| \| \| \| Lenzi 90’ (rig.) \| Marcatori \| 3’ (aut.) Fusco 78’ Castigliano \| |           |                                 |        |                       |
|                                                                                    |           |                                 |        |                       |
| Lenzi 90’ (rig.)                                                                   | Marcatori | 3’ (aut.) Fusco 78’ Castigliano |        |                       |

| Livorno 14 luglio 1946 12ª giornata                               | Pro Livorno | 3 – 0 referto | Bari | Stadio Comunale |
| \| \| \| \| \| Degano 68’ Raccis 72’ Piana 90’ \| Marcatori \| \| |             |               |      |                 |
|                                                                   |             |               |      |                 |
| Degano 68’ Raccis 72’ Piana 90’                                   | Marcatori   |               |      |                 |

| Bari 21 luglio 1946 13ª giornata                   | Bari      | 1 – 0 referto | Roma | Stadio della Vittoria |
| \| \| \| \| \| Di Benedetti 54’ \| Marcatori \| \| |           |               |      |                       |
|                                                    |           |               |      |                       |
| Di Benedetti 54’                                   | Marcatori |               |      |                       |

| Milano 28 luglio 1946 14ª giornata                                                                                   | Milan     | 8 – 0 referto | Bari | Stadio San Siro |
| \| \| \| \| \| Annovazzi 1’, 41’ Gimona 2’, 46’, 75’ Carlini 52’ (aut.) Rosellini 69’ Granata 85’ \| Marcatori \| \| |           |               |      |                 |
| |           |               |      |                 |
| Annovazzi 1’, 41’ Gimona 2’, 46’, 75’ Carlini 52’ (aut.) Rosellini 69’ Granata 85’                                   | Marcatori |               |      |                 |

## Statistiche

### Statistiche di squadra
| Competizione        | Punti | In casa | In casa | In casa | In casa | In casa | In casa | In trasferta | In trasferta | In trasferta | In trasferta | In trasferta | In trasferta | Totale | Totale | Totale | Totale | Totale | Totale | DR  |
| Competizione        | Punti | G       | V       | N       | P       | Gf      | Gs      | G            | V            | N            | P            | Gf           | Gs           | G      | V      | N      | P      | Gf     | Gs     | DR  |
| ------------------- | ----- | ------- | ------- | ------- | ------- | ------- | ------- | ------------ | ------------ | ------------ | ------------ | ------------ | ------------ | ------ | ------ | ------ | ------ | ------ | ------ | --- |
| Divisione Nazionale | 33    | 17      | 11      | 2       | 4       | 24      | 14      | 17           | 3            | 3            | 11           | 13           | 42           | 34     | 14     | 5      | 15     | 37     | 56     | -19 |

### Statistiche dei giocatori
| Giocatore       | Divisione Nazionale | Divisione Nazionale |
| Giocatore       | Presenze            | Reti                |
| --------------- | ------------------- | ------------------- |
| B. Baruzzi      | 17                  | 0                   |
| G. Calvani      | 5                   | 0                   |
| F. Capocasale   | 32                  | 1                   |
| A. Carlini      | 27                  | 1                   |
| Catacchio       | 0                   | 0                   |
| S. Cavone       | 24                  | 2                   |
| L. Costagliola  | 31                  | subiti 48 o meno    |
| D. Di Benedetti | 28                  | 14                  |
| C. Fabbri       | 21                  | 0                   |
| Ferrante II     | 0                   | 0                   |
| O. Fusco        | 33                  | 2                   |
| Guardavaccaro   | 0                   | 0                   |
| I. Isetto       | 17                  | 0                   |
| L. Lenzi        | 27                  | 2                   |
| T. Maestrelli   | 30                  | 7                   |
| N. Menga        | 2                   | 0                   |
| A. Minelli      | 13                  | 4                   |
| V. Orlando      | 28                  | 3                   |
| S. Pellecchia   | 2                   | 0                   |
| D. Santarosa    | 3                   | subiti 8 o più      |
| P. Torre        | 10                  | 1                   |
| A. Zerbini      | 24                  | 0                   |